# Таньчжон Пагар Юнайтед
«Таньчжон Пагар Юнайтед» — сингапурский футбольный клуб, выступающий в местной S-Лиге. Он был основан в 1975 году. Клуб выступал в S-Лиге с 1996 по 2004 год, но потом снялся с соревнований по финансовым причинам, но вернулся в лигу в 2011 году. По той же причине клуб снова снялся с соревнований в 2015 году, следующее возвращение в высший дивизион произошло в 2020 году.

## История выступлений
| Сезон | Дивизион | Место       | Кубок                           |
| ----- | -------- | ----------- | ------------------------------- |
| 1996  | S-Лига   | 2-е (2 гр.) | Кубок Сингапура по футболу 1996 |
| 1997  | S-Лига   | 2-е         | 1/2                             |
| 1998  | S-Лига   | 2-е         | Кубок Сингапура по футболу 1998 |
| 1999  | S-Лига   | 3-е         | Кубок Сингапура по футболу 1999 |
| 2000  | S-Лига   | 2-е         | Кубок Сингапура по футболу 2000 |
| 2001  | S-Лига   | 4-е         | Кубок Сингапура по футболу 2001 |
| 2002  | S-Лига   | 9-е         | Кубок Сингапура по футболу 2002 |
| 2003  | S-Лига   | 10-е        | Кубок Сингапура по футболу 2003 |
| 2004  | S-Лига   | 10-е        | Кубок Сингапура по футболу 2004 |

2005—2010 не участвовал в соревнованиях
| Сезон | Дивизион | Место | Кубок    |
| ----- | -------- | ----- | -------- |
| 2011  | S-Лига   | 11-е  | 1/8      |
| 2012  | S-Лига   | 12-е  | 1/8      |
| 2013  | S-Лига   | 6-е   | Финалист |
| 2014  | S-Лига   | 8-е   | 1/4      |

2015—2019 не участвовал в соревнованиях